# Basquetebol nos Jogos Pan-Americanos de 2011
O basquetebol nos Jogos Pan-Americanos de 2011 foi realizado no Domo do CODE em Guadalajara, México. O torneio feminino iniciou as disputas entre 21 e 25 de outubro e a competição masculina foi disputada entre 26 e 30 de outubro.
Oito equipes no masculino e oito equipes no feminino, divididas em dois grupos de quatro, participaram do torneio pan-americano. As duas melhores equipes de cada grupo avançaram as semifinais. As duas equipes piores colocadas nos grupos disputaram os jogos classificatórios de 5º a 8º lugar.

## Países participantes
Um total de dez delegações enviaram equipes para as competições de basquetebol. Argentina, Brasil, Canadá, Estados Unidos, México e Porto Rico participaram tanto do torneio masculino quanto do feminino.
| - ARG Argentina (24) - BRA Brasil (24) - CAN Canadá (24) - COL Colômbia (12) - USA Estados Unidos (24) | - JAM Jamaica (12) - MEX México (24) - PUR Porto Rico (24) - DOM República Dominicana (12) - URU Uruguai (12) |

## Calendário
| Outubro     | 13 | 14 | 15 | 16 | 17 | 18 | 19 | 20 | 21 | 22 | 23 | 24 | 25 | 26 | 27 | 28 | 29 | 30 |
| ----------- | -- | -- | -- | -- | -- | -- | -- | -- | -- | -- | -- | -- | -- | -- | -- | -- | -- | -- |
| Basquetebol |    |    |    |    |    |    |    |    |    |    |    |    | 1  |    |    |    |    | 1  |

|  | Dia de competição |  | Dia de final |

## Medalhistas
| Evento             | Ouro | Prata | Bronze |
| ------------------ | --- | --- | --- |
| Feminino detalhes  | Angelica Bermúdez Carla Cortijo Carla Escalera Michelle González Yolanda Jones Angiely Morales Michelle Pacheco Mari Plácido Pamela Rosado Jazmine Sepúlveda Cynthia Valentin Esmary Vargas PUR Porto Rico | Marie Bibbs Alexis Castro Lourdes de Anda Abril García Monica García Sofia García Erika Gómez Fernanda Gutiérrez Laura Nuñez Maylene Ornelas Sonia Ortega Brisa Silva MEX México                | Tássia Carcavalli Damiris Dantas Izabela de Andrade Bárbara de Queiroz Carina de Souza Érika de Souza Clarissa dos Santos Gilmara Justino Palmira Marçal Iziane Marques Jaqueline Silvestre Silvia Valente BRA Brasil |
| Masculino detalhes | Carlos Arroyo Renaldo Balkman José Juan Barea Miguel Berdiel Gabriel Colón Manuel de Jesus Manuel Narvaez Filiberto Rivera Daniel Santiago Carlos Strong Edwin Ubiles Luis Villafañe PUR Porto Rico        | Jovan Harris Christopher Hernández Héctor Humberto Hernández Jesus López Víctor Mariscal Orlando Méndez Pedro Meza Adam Parada Omar Quintero Lorenzo Real Paul Stoll Michael Strobbe MEX México | Blake Ahearn Brian Butch Justin Dentmon Jerome Dyson Moses Ehambe Marcus Lewis Leo Lyons Renaldo Major Donald Sloan Gregory Stiemsma Curtis Sumpter Lance Thomas USA Estados Unidos                                   |

## Quadro de medalhas
| Ordem | País               | Medalha de ouro | Medalha de prata | Medalha de bronze |   |
| ----- | ------------------ | --------------- | ---------------- | ----------------- | - |
| 1     | PUR Porto Rico     | 2               |                  |                   | 2 |
| 2     | MEX México         |                 | 2                |                   | 2 |
| 3     | BRA Brasil         |                 |                  | 1                 | 1 |
|       | USA Estados Unidos |                 |                  | 1                 | 1 |
| TOTAL | TOTAL              | 2               | 2                | 2                 | 6 |

## Ameaça de cancelamento
O torneio Pan-Americano de basquetebol correu o risco de ser cancelado devido ao Comitê Olímpico Mexicano (COM) se recusar a reconhecer a Associação Desportiva Mexicana de Basquete (ADEMEBA) como representante do país na Federação Internacional de Basquetebol (FIBA). A FIBA havia ameaçado suspender a filiação da ADEMEBA, colocando o torneio de basquete em perigo. No entanto, após um acordo entre ambas federações e a Organização Desportiva Pan-Americana (ODEPA), o evento foi confirmado e foi criada uma comissão para inscrever os atletas mexicanos.